# بيتر غوتي
بيتر غوتي (بالإنجليزية: Peter Gotti)‏ هو رجل عصابة أمريكي، ولد في 15 أكتوبر 1939 في ذا برونكس في الولايات المتحدة.

## وصلات خارجية
- بيتر غوتي على موقع إن إن دي بي (الإنجليزية)